# Scott High
Scott High (Dewsbury, 15 febbraio 2001) è un calciatore scozzese, centrocampista dell'Halifax Town in prestito dall'Huddersfield Town.

## Carriera

### Club
Cresciuto nel settore giovanile dell'Huddersfield Town, inizia la sua carriera giocando in prestito con il Concord Rangers in due periodi diversi, tra novembre e dicembre 2019 e tra febbraio e luglio 2020. Rientrato alla base, ha esordito in prima squadra il 22 luglio 2020, in occasione dell'incontro dell'ultima giornata di Championship perso per 4-1 contro il Millwall. Il 3 agosto viene ceduto in prestito allo Shrewsbury Town, ma il 29 dicembre il prestito viene interrotto, facendo rientro alla base. Il 29 luglio 2022 passa in prestito al Rotherham Utd.

### Nazionale
Nel 2021 ha esordito con la nazionale scozzese Under-21.

## Statistiche

### Presenze e reti nei club
Statistiche aggiornate al 24 gennaio 2023.
| Stagione                 | Squadra                  | Campionato               | Campionato | Campionato | Coppe nazionali | Coppe nazionali | Coppe nazionali | Coppe continentali | Coppe continentali | Coppe continentali | Altre coppe | Altre coppe | Altre coppe | Totale | Totale |
| Stagione                 | Squadra                  | Comp                     | Pres       | Reti       | Comp            | Pres            | Reti            | Comp               | Pres               | Reti               | Comp        | Pres        | Reti        | Pres   | Reti   |
| ------------------------ | ------------------------ | ------------------------ | ---------- | ---------- | --------------- | --------------- | --------------- | ------------------ | ------------------ | ------------------ | ----------- | ----------- | ----------- | ------ | ------ |
| nov.-dic. 2019           | Concord Rangers          | NLS                      | 3          | 0          | FACup           | -               | -               |                    | -                  | -                  | FAT         | -           | -           | 3      | 0      |
| feb.-lug. 2020           | Concord Rangers          | NLS                      | 1          | 0          | FACup           | -               | -               |                    | -                  | -                  | FAT         | 1           | 0           | 2      | 0      |
| Totale Concord Rangers   | Totale Concord Rangers   | Totale Concord Rangers   | 4          | 0          |                 | -               | -               |                    | -                  | -                  |             | 1           | 0           | 5      | 0      |
| lug. 2020                | Huddersfield Town        | FLC                      | 1          | 0          | FACup+CdL       | -               | -               |                    | -                  | -                  |             | -           | -           | 1      | 0      |
| ago.-dic. 2020           | Shrewsbury Town          | FL1                      | 12         | 0          | FACup+CdL       | 1+1             | 0+1             |                    | -                  | -                  | FLT         | 3           | 1           | 17     | 2      |
| dic. 2020-2021           | Huddersfield Town        | FLC                      | 14         | 0          | FACup+CdL       | -               | -               |                    | -                  | -                  |             | -           | -           | 14     | 0      |
| 2021-2022                | Huddersfield Town        | FLC                      | 23         | 0          | FACup+CdL       | 0+2             | 0               |                    | -                  | -                  |             | -           | -           | 25     | 0      |
| 2022-gen. 2023           | Rotherham Utd            | FLC                      | 13         | 0          | FACup+CdL       | 0+2             | 0               |                    | -                  | -                  |             | -           | -           | 15     | 0      |
| gen.-giu. 2023           | Huddersfield Town        | FLC                      | 1          | 0          | FACup+CdL       | 0               | 0               |                    | -                  | -                  |             | -           | -           | 1      | 0      |
| Totale Huddersfield Town | Totale Huddersfield Town | Totale Huddersfield Town | 39         | 0          |                 | 2               | 0               |                    | -                  | -                  |             | 3           | 1           | 44     | 1      |
| 2024                     | Dundalk                  | PD                       | 14         | 1          |                 | -               | -               |                    | -                  | -                  |             | -           | -           | 14     | 1      |
| Totale carriera          | Totale carriera          | Totale carriera          | 82         | 1          |                 | 6               | 1               |                    | -                  | -                  |             | 4           | 1           | 92     | 3      |